# نیکولای بوروبین
نیکولای بوروبین (روسی: Николай Александрович Буробин؛ زادهٔ ۲۵ مهٔ ۱۹۳۷) بازیکن والیبال اهل اتحاد جماهیر شوروی سوسیالیستی بود.